# Alby Ojeda
Alby Ojeda. (Las Palmas de Gran Canaria, 1979), es un diseñador narrativo senior, guionista y Chatbot Writer.
Desde el año 1998 hasta 2011 trabaja en cine, televisión y publicidad, destacando su labor en proyectos como director de fotografía y productor asociado en el largometraje de animación Gritos en el Pasillo (2006) o como co-guionista junto a Juan José Ramírez Mascaró en la coproducción hispanodanesa Zombie Western: The Legend of the Dark Butcher para Perro Verde Films.
A partir del año 2009 se especializa en la narrativa interactiva para videojuegos, escribiendo el guion para licencias como My Little Pony (2024), Hotel Transylvania (2021), La Patrulla Canina (2020), Crisol: Theater of Idols (2022) o el Real Madrid (2015). Su trabajo abarca una variedad de géneros, desde aventuras gráficas hasta juegos educativos, mostrando su habilidad para adaptarse a diferentes estilos, géneros y audiencias.
Desde el año 2017 explora las posibilidades de la inteligencia artificial y los chatbots, siendo finalista en concursos con proyectos como "Demetrio, el Bot Hortelano" y "Taro, Chatbot turístico de Lanzarote". En 2023, lanza Cervantes, un asistente de LLM para guionistas de videojuegos, integrando la IA con el proceso de la escritura creativa.
En la actualidad, trabaja como Asesor para desarrolladoras y gestiona la Academia Skip Intro, especializada en el diseño narrativo y la aplicación de Inteligencia Artificial al sector audiovisual y del videojuego.

## Proyectos

### Videojuegos
- 2024- Kaiju Control Force. Diseño de Juego. Juego Oficial del Festival de Cine Fantástico Isla Calavera 2024. Playmedusa.
- 2023- My little Pony: Misterio en los Altos de Céfiro. Guion y Script Doctor. Drakhar Studio.
- 2022- Crisol: Theater of Idols. Diseño narrativo y generador de contenidos. Vermila Studios.
- 2021- Best Boy's Adventure. Diseño de juego y narrativa. Juego Oficial del Festival de Cine Fantástico Isla Calavera 2021. Playmedusa.
- 2021- Hotel Transylvania: Scary-Tale Adventures. Guion y Script Doctor. Drakhar Studio.
- 2021- Tzuki’s Plan B Archivado el 16 de abril de 2021 en Wayback Machine. Mentoría y Script Doctor. Cokoon Games.
- 2020- PAW Patrol The Movie: Adventure City Calls. Guion y Script Doctor. Drakhar Studio.
- 2020- HuRi - Human Rights Guion y Diseño narrativo. Playmedusa.
- 2020- ¿Loves! Contra la miopía en el amor. Guion y Diseño narrativo de la App educativa. Playmedusa.
- 2020- Titans came from the Ray. Diseño de juego y narrativa. Juego Oficial del Festival de Cine Fantástico Isla Calavera 2020. Playmedusa.
- 2019- An American Werewolf in L.A.. Diseño de juego y narrativa. Juego Oficial del Festival de Cine Fantástico Isla Calavera 2019. Playmedusa.
- 2017 - Equoo Game. Consultor narrativo. PsycApps Archivado el 26 de diciembre de 2017 en Wayback Machine..
- 2016 - Play & Learn: Spanish at World. Diseño de juego y contenidos. Bamboa Kids.
- 2016 - Play & Learn: Spanish. Diseño de juego y contenidos. Bamboa Kids.
- 2015 - Real Madrid Imperivm Archivado el 8 de octubre de 2016 en Wayback Machine.. Diseño Narrativo. Lampedusa Digital.
- 2015 - Sandbox City. Diseño de juego. Bamboa Kids.
- 2015 - Callygrafun. Diseño de juego y contenidos. Bamboa Kids.
- 2015 - Campanilla en Nuncajamás. Diseño de juego. Bamboa Kids.
- 2015 - Peter Pan en Nuncajamás.. Diseño de juego. Bamboa Kids.
- 2015 - Las nuevas aventuras de El Principito. Diseño de juego. Bamboa Kids.
- 2015 - Pain in Hell's Creek. Guion y Diseño de Juego. Pixelfan.
- 2014 - Chore Funny Table Diseño de contenidos y Gamificación. Bamboa Kids.
- 2014 - Bogey & Bugs. Diseño de juego. Bamboa Kids.
- 2014 - Catequesis. Consultor narrativo.
- 2014 - Progrezz. Diseñador narrativo.
- 2013 - Pixel Theory: Leviatán. Guion y Dirección.
- 2013 - Wreckman: Rise of a hero (enlace roto disponible en Internet Archive; véase el historial, la primera versión y la última).. Guion. Immersive Interactive.
- 2013 - Mutua Tinerfeña - 80 Razones. Concepto. Tropical Games Studio Archivado el 7 de junio de 2013 en Wayback Machine. y 4D3 Animation Studio.
- 2013 - Dársenas: El tesorero Corrupto. Diseño de juego y Guion. 4D3 Animation Studio.
- 2012 - Tiny Beasts. Diseño de juego y Guion. Bamboa Kids.
- 2011 - Click!. Guion. Tónika Games Archivado el 4 de mayo de 2013 en Wayback Machine..
- 2009 - El Color que cayó del cielo. Guion.

### ChatBots
- 2023 - Cervantes. Asistente virtual para guionistas y desarrolladores de videojuegos. "Academia Skip Intro".
- 2019 - Elkanoren Abentura. Chatbot educativo sobre la expedición Magallanes - Elcano. "Adimenlabs S.L.".
- 2019 - Mixu Baserrian. Chatbot educativo sobre la vida en un caserío. "Adimenlabs S.L.".
- 2019 - El Comeletras. Librojuego infantil en formato Chatbot. "Fullsion Smart Systems".
- 2018 - Demetrio, el Bot Hortelano. Finalista en la tercera edición de premio "Mejor Idea Innovadora de la Mancomunidad Norte 2018".
- 2017 - Taro, Chatbot turístico de Lanzarote. Reto CACT Lanzarote "Gastronomía". . Chatbot Writer y entrenador de Chatbot. Centros de Arte, Cultura y Turismo de Lanzarote. Finalista en la primera edición de "The Chatbots Tourism Awards 2019".

### Libros
- 2023 - El formato de guion de videojuegos. Manual para guionistas y desarrolladores de videojuegos. "Academia Skip Intro".
- 2020 - Crea, diseña y vende tu primer juego narrativo. Manual para guionistas que quieran escribir su primer juego narrativo, sin programar ni dibujar. "Academia Skip Intro".

### Largometrajes
- 2009 - Seirên. Guion.
- 2008 - Zombie Western: La leyenda del Dark Butcher Guion.
- 2007- Gritos en el Pasillo Dirección de Fotografía y Productor Asociado.

```
Palmarés de "Gritos en el Pasillo":

- 
Premio Mestre Mateo 2007
 a la Mejor Película de Animación (Academia Galega do Audiovisual Mestre Mateo)
- 
Premio FICOD 2007
 del Ministerio de Industria a la Innovación.
- 
Muestra de cine Iberoamericano Ibértigo 2006
 Premio del público (sección digital)
- 
Premio Ateneo Coste Cero 2008
 a la Mejor banda sonora
- 
Premio Ateneo Coste Cero 2008
 a la Mejor Fotografía
- 
Premio Ateneo Coste Cero 2008
 al Mejor Montaje
- 
Premio Ateneo Coste Cero 2008
 ex aequo a la Mejor Película
- Mención Especial 
Premio Ateneo Coste Cero 2008
 por Dirección Artística a Raúl López Serrano.
- 
Nominación Premio "Goldsmith"
 a la Mejor Banda Sonora en el Congreso Internacional de Música de Cinema de Úbeda 2007 a Andrés de la Torre y Javier López.
- 
Premio del blog “Estatua de arena”
 a Mejor protagonista 2007 a Gonzalo Navas.
- 
Premio del blog “Estatua de arena”
 a Mejores FXs 2007.
```

### Videos musicales
- 2011 - "Pineapple Princess". Cristina Quesada.
- 2011 - "Camafeo" (en directo). Frank Wild Year.

### Televisión
- 2015 - "La escuela del agua". Guion de la serie divulgativa multicanal de animación.
- 2011 - Piloto por encargo para serie de televisión. VideoReport Canarias
- 2011 - Biblia de televisión. VideoReport Canarias
- 2011 - "Oly & Pic" . Guion para serie de Animación. Eljueves.tv
- 2004 - "Érase Perdices". Guion para serie de Animación. Creta Producciones.

### Cortometrajes
- 2018 - No juegues conmigo. (guion)
- 2017 - Hacia las estrellas. (guion)
- 2017 - La mansión encantada. (guion)
- 2016 - Alerta en Santa Brígida. (guion)
- 2015 - Nacho el Nacho. (Argumento)
- 2014 - El espectáculo debe continuar. (guion)
- 2013 - Mi superhéroe favorito. (guion)
- 2012 - El fantasma de Villa Pitera. (guion)
- 2011 - Neuroyerto. (Dirección de fotografía)
- 2011 - Una historia sencilla. (guion)
- 2010 - Zénit
- 2008 - Confesión
- 2008 - Anima Ex Machina
- 2008 - La Creación del Mundo Guanche(animación)
- 2007 - Vinieron de la Gavia
- 2006 - A la atención del Jurado
- 2006 - El poeta
- 2004 - Vida y Muerte de un Bardino (animación)
- 2004 - El caso 30-A
- 2003 - Fuerteventura Isla Costera
- 2003 - Clipman
- 2001 - Odysea
- 2001 - La Gran Caída (animación)
- 1999 - El Intruso
- 1998 - Su nombre era Lulú

## Palmarés
- 2024 Dos "Menciones Honoríficas"  en el 1º Concurso Internacional de Imágenes generadas con IA "Charis Awards". Sección "Fotorrealismo". "Life in the Desert" y "African Artisans".
- 2018 Finalista en la tercera edición de premio "Mejor Idea Innovadora de la Mancomunidad Norte 2018" por el Chatbot "Demetrio, el Bot Hortelano."
- 2017 Finalista en la primera edición de "The Chatbots Tourism Awards 2019" por el Chatbot "Taro. Chatbot turístico de Lanzarote."
- 2017 1º Premio Microrrelato Punto y seguimos "Festival Índice"
- 2017 1º Premio Objetivo Noir 2017 de Fotografía.
- 2011 1º Premio Maxoarte 2011 por “Zénit” (imagen Real)
- 2008 Premio Ateneo 2008 Mejor Dirección de Fotografía por Gritos en el Pasillo
- 2006 2º Premio Maxoarte 2006 por “La Creación del mundo” (animación 2D)
- 2006 4º Premio Canarias Rueda 2006 por “A la atención del jurado” (imagen real)
- 2004 3º Premio Canarias Rueda 2004 por “Fuerteventura, isla costera” (imagen real) junto a David Sánchez
- 2002 1º Premio Maxoarte 2002 por “Historia de un Machango” (animación 2D, 3D e imagen real) junto a Lehior Ojeda
- 2001 1º Premio Maxoarte 2001 por “La Gran Caída” (animación 3D) junto a Lehior Ojeda
- 1998 1º Premio Cortometraje Maxoarte 1998 por “Su nombre era Lulú” junto a Juan José Ramírez Mascaró
- 1998 2º Premio Poesía Maxoarte 1998 por "El sonetto máh trihte pa la vesina dal´lao"

## Jurado
- 2009 I Certamen Sexpresan Cortos
- 2009 Corto Festival Dunas 2009
- 2008 2º Concurso de Guiones para Cortometrajes de temática LGTB
- 2007 Canarias Rueda 2008 por la isla de La Palma